# غدة إحليلية
الغدد الإحليلية (بالإنجليزية: Urethral glands)‏ أو الغدد حول الإحليل (بالإنجليزية: periurethral glands)‏ وتُسمى أيضا غُدَدُ ليتر (بالإنجليزية: Littre glands)‏ على اسم الطبيب وعالم التشريح الفرنسي «ألكسيس ليتريه» (بالفرنسية: Alexis Littré)‏ (المتوفى عام 1726م)، هي الغدد التي تتفرع من جدار مجرى البول (الإحليل) لذكور الثدييات. تفرز الغدد الإحليلية مخاطاً  وتتواجد أكثر تلك الغدد في ذلك الجزء من مجرى البول الذي يمر عبر القضيب. تفرز الغدد الإحليلية إفرازاً غروانياً يحتوي على الغليكوز أمينوغليكان الذي يحمي النسيج الطلائي من البول.
إذا لم يتم علاج التهاب مجرى البول فقد يؤدي ذلك إلى التهاب الإحليل، وهذا بدوره يمكن أن يؤدي إلى تضيق الإحليل.

## وصلات خارجية
- شريحة تحت المنظار للغدة الإحليلية - uottawa.ca